# Amtsbezirk Kullik
Der Amtsbezirk Kullik war ein preußischer Amtsbezirk im Kreis Johannisburg (Regierungsbezirk Gumbinnen, ab 1905 Regierungsbezirk Allenstein) in der Provinz Ostpreußen, der am 8. April 1874 gegründet wurde. 
Der Amtsbezirk Kullik, mit Sitz in Kullik, bestand ursprünglich aus dreizehn Orten. Aufgrund von Umstrukturierungen waren es zum Schluss nur noch elf.
| Name                          | Geänderter Name 1938 bis 1945     | Polnischer Namer         | Bemerkungen                                                                                  |  |
| ----------------------------- | --------------------------------- | ------------------------ | -------------------------------------------------------------------------------------------- |  |
| Alt Uszanny                   | (ab 1905:) Grünheide              | Uściany Stare            |                                                                                              |  |
| Annussewen                    | Brennerheim                       | Anuszewo                 |                                                                                              |  |
| Henriettental                 |                                   |                          | nach Piskorzewen eingegliedert                                                               |  |
| Hinter Pogobien               | (ab 1933:) Hirschwalde            | Pogobie Tylne            |                                                                                              |  |
| Kullik, Forst                 |                                   | Kulik                    | 1929 in den Gutsbezirk Johannisburger Heide, Anteil Kreis Johannisburg, Forst, eingegliedert |  |
| Lippa, Hinter~ Lippa, Vorder~ | Hinter Oppendorf Vorder Oppendorf | Lipa Tylna Lipa Przednia |                                                                                              |  |
| Neu Uszanny                   | (ab 1930:) Fichtenwalde           | Uściany Nowe             |                                                                                              |  |
| Piskorzewen                   | (ab 1904:) Königsdorf             | Piskorzewo               |                                                                                              |  |
| Przyroscheln                  | (ab 1928:) Walddorf               | Przyrośl                 |                                                                                              |  |
| Sdunowen                      | Sadunen                           | Zdunowo                  |                                                                                              |  |
| Wielgilasz                    | (ab 1905:) Tannenheim             | Wielki Las               |                                                                                              |  |
| Wondollek                     | Wondollen                         | Wądołek                  | nach Piskorzewen eingegliedert                                                               |  |
| Zymna                         | Kaltenfließ                       | Zimna                    |                                                                                              |  |

Am 1. Januar 1945 bildeten den Amtsbezirk Kullik die Orte Brennerheim, Fichtenwalde, Grünheide, Hirschwalde, Johannisburger Heide, Anteil Kreis Johannisburg, Forst, Kaltenfließ, Königsdorf, Oppendorf, Sadunen, Tannenheim und Walddorf.